# Ludwigshafen-Nördliche Innenstadt

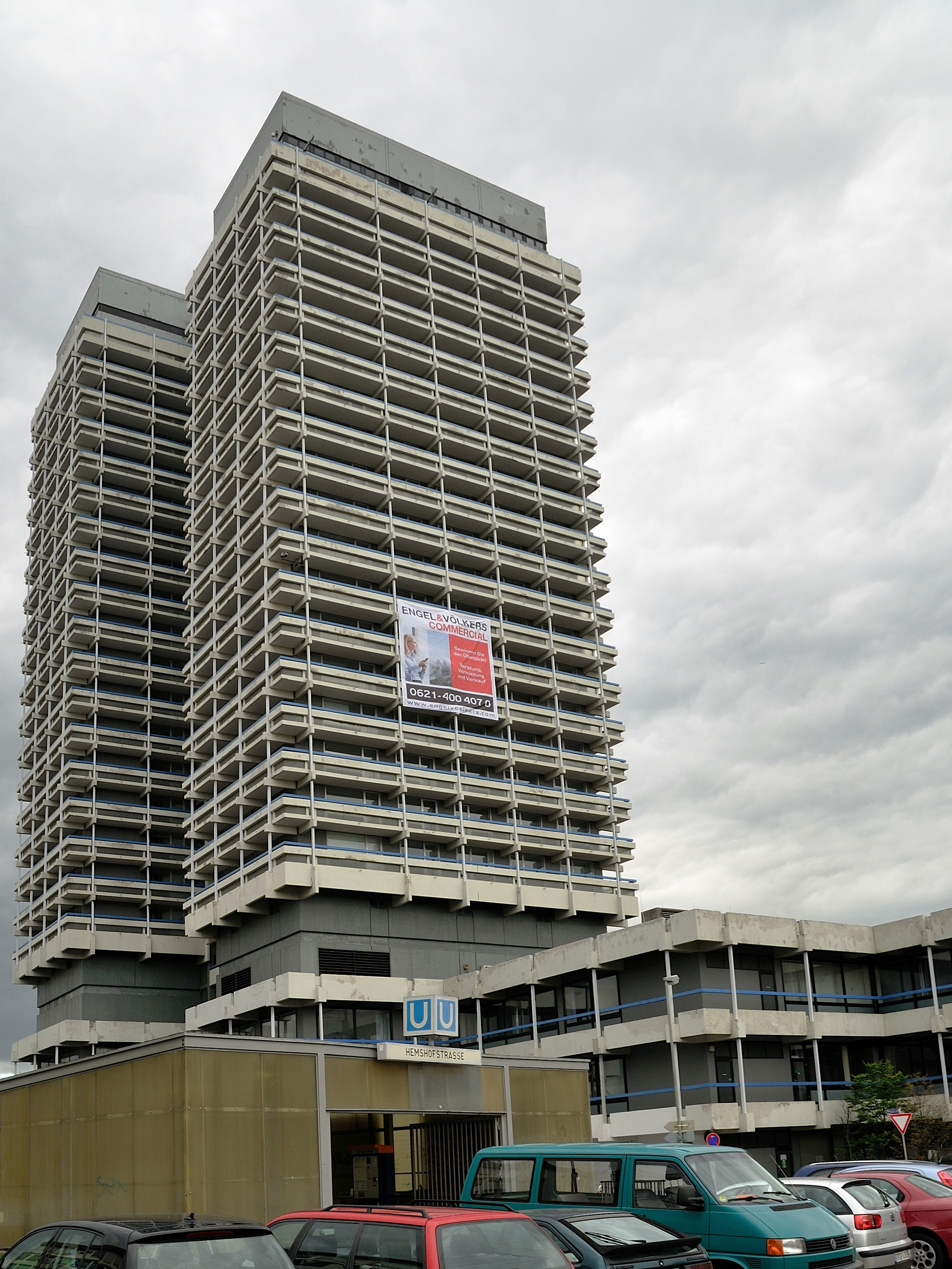
Hemshof-Center-Hochhaus

Die Nördliche Innenstadt ist einer der zehn Ortsbezirke der Stadt Ludwigshafen am Rhein, bestehend aus den Stadtteilen Nord-Hemshof und West. Er grenzt im Norden an Friesenheim, im Osten an die BASF und den Rhein, im Westen an Mundenheim und im Süden an den Ortsbezirk Südliche Innenstadt.
Von hier aus wurde am 1. Januar 1984 mit dem Kabelpilotprojekt Ludwigshafen das Zeitalter des Privatfernsehens gestartet.

## Politik

### Ortsbeirat
Politisches Gremium für den Ortsbezirk ist der Ortsbeirat Nördliche Innenstadt und der Ortsvorsteher. Der Ortsbeirat hat 15 Mitglieder. Er ist zu allen wichtigen, den Ortsbezirk betreffenden Fragen zu hören.
Zur Zusammensetzung des Ortsbeirats siehe die Ergebnisse der Kommunalwahlen in Ludwigshafen am Rhein.

### Ortsvorsteher
Osman Gürsoy (SPD) wurde am 9. Februar 2021 Ortsvorsteher der Nördlichen Innenstadt. Er ist der erste Ortsvorsteher Ludwigshafens mit türkischen Wurzeln. Bei der Stichwahl am 24. Januar 2021 hatte er sich mit einem Stimmenanteil von 55,3 % gegen Wolfgang Leibig (CDU) durchgesetzt, nachdem beim ersten Wahlgang am 10. Januar keiner der ursprünglich sieben Bewerber eine ausreichende Mehrheit erreicht hatte. Auch 2024 musste er sich wieder einer Stichwahl stellen. Am 23. Juni setzte er sich mit einem Stimmenanteil von 61,9 % gegen den CDU-Bewerber durch, nachdem bei der Kommunalwahl am 9. Juni 2024 keiner der ursprünglich sechs Bewerber die notwendige Mehrheit erreicht hatte.
Die Neuwahl 2021 war notwendig geworden, da Gürsoys Vorgänger Antonio Priolo (SPD) am 8. September 2020 verstarb. Priolo wurde erstmals 2009 gewählt und war zu diesem Zeitpunkt der erste Ortsvorsteher Ludwigshafens mit Migrationshintergrund. Seine letzte Bestätigung im Amt erfolgte durch eine Stichwahl am 16. Juni 2019, bei der er sich mit einem Stimmenanteil von 53,78 % durchsetzen konnte. Diese Wahl war notwendig geworden, nachdem bei der Direktwahl am 26. Mai 2019 keiner der ursprünglich sechs Bewerber die notwendige Mehrheit erreicht hatte.

## Kulturdenkmäler
Siehe Liste der Kulturdenkmäler in Ludwigshafen-Nördliche Innenstadt